# روبين سوسا
روبين سوسا (بالإسبانية: Rubén Sosa)‏ (مواليد 25 أبريل 1966) هو لاعب كرة قدم. يلعب مع منتخب الأوروغواي لكرة القدم. سبق له أن لعب في كأس العالم لكرة القدم مع منتخب بلاده.

## مسيرته الكروية
لعب روبين سوسا خلال مسيرته الاحترافية مع 9 أندية في خمسة وعشرون موسمًا وسجل خلالها 189 هدف ضمن 565 مباراة. حيث فاز في موسم واحد بالكأس وفي أربعة مواسم بالدوري.
خاض روبين سوسا مسيرته مع نادي دانوبيو في موسم 1982 ليلعب معه أربعة مواسم، مشاركًا في 72 مباراة سجل خلالها 27 هدفًا. ثم انتقل إلى نادي ريال سرقسطة في موسم 1985–86 واستمر معه طيلة ثلاثة مواسم، حيث شارك في 106 مباراة سجل خلالها 33 هدفًا. لينتقل بعدها إلى نادي لاتسيو في موسم 1988–89 ليلعب معه أربعة مواسم، مشاركًا في 124 مباراة سجل خلالها 40 هدف. ثم انتقل إلى نادي إنتر ميلان في موسم 1992–93 واستمر معه طيلة ثلاثة مواسم، مشاركًا في 76 مباراة سجل خلالها 44 هدفًا. هذا وانتقل لاحقًا إلى نادي بوروسيا دورتموند للفورميلا في موسم 1995–96 لمدة موسم واحد، مشاركًا في 17 مباراة سجل خلالها 3 أهداف. ثم انتقل بعدها إلى نادي لوغرونيس في موسم 1996–97 لمدة موسم واحد، مشاركًا في 35 مباراة سجل خلالها 7 أهداف. ليعود وينتقل من جديد، لكن هذه المرة إلى نادي ناسيونال مونتيفيديو في موسم 1997 في المرة الأولى ليلعب معه خمسة مواسم ثم في عامي 2003-2005 ولمدة موسمين، مشاركًا طوالها في 120 مباراة سجل خلالها 34 هدفًا. لينتقل بعدها إلى نادي شانغهاي غرينلاند شينهوا ما بين عامي 2002 و2003 لمدة موسم واحد، مشاركًا في 13 مباراة سجل خلالها هدفًا واحدًا. ثم لعب في نادي راسينغ مونتيفيديو في موسم 2006–07 لمدة موسم واحد، مشاركًا في مباراتين ولم يسجل أي هدف.

## روابط خارجية
- روبين سوسا على موقع قاعدة بيانات كرة القدم.إي يو (الإنجليزية)
- روبين سوسا على موقع ناشيونال فوتبول تيمز (الإنجليزية)
- روبين سوسا على موقع عالم كرة القدم.نت (الإنجليزية)